# Facoltà di Ingegneria (Bologna)
L'edificio della Facoltà di Ingegneria è un'opera progettata da Giuseppe Vaccaro, realizzata tra il 1931 e il 1935 sui primi colli sopra Bologna.

## Storia

### Proposte precedenti
La Scuola di Applicazione per Ingegneri nacque nel 1877, trovando sede nel convento dei Celestini. Gli spazi nel corso del tempo però divennero esigui e dal 1920 dovettero essere pure condivisi con la Scuola di Chimica Industriale. 
Il professore Attilio Muggia propose dunque di spostare la scuola presso il convento dell'Annunziata, fuori porta San Mamolo, ma l'ipotesi non trovò applicazione poiché il sito era occupato da una caserma militare. Nel 1926, mentre nel frattempo era diventato direttore della Scuola, Muggia elaborò una nuova proposta, localizzando il nuovo complesso presso un'area vuota presso porta Galliera, dove dopo la guerra venne costruita la Stazione autocorriere. Tuttavia anche questo progetto non venne recepito. A caratterizzare gli schemi proposti da Muggia era una planimetria a pettine, soluzione che sarà poi ripresa in seguito.
Nel 1928, sotto il nuovo direttore Umberto Puppini, venne ipotizzato di trasferire la Scuola fuori porta Castiglione, nei pressi dei giardini Margherita, ma la superficie dell'area pedecollinare era insufficiente e anche di questa proposta non se ne fece nulla.

### Il progetto di Vaccaro

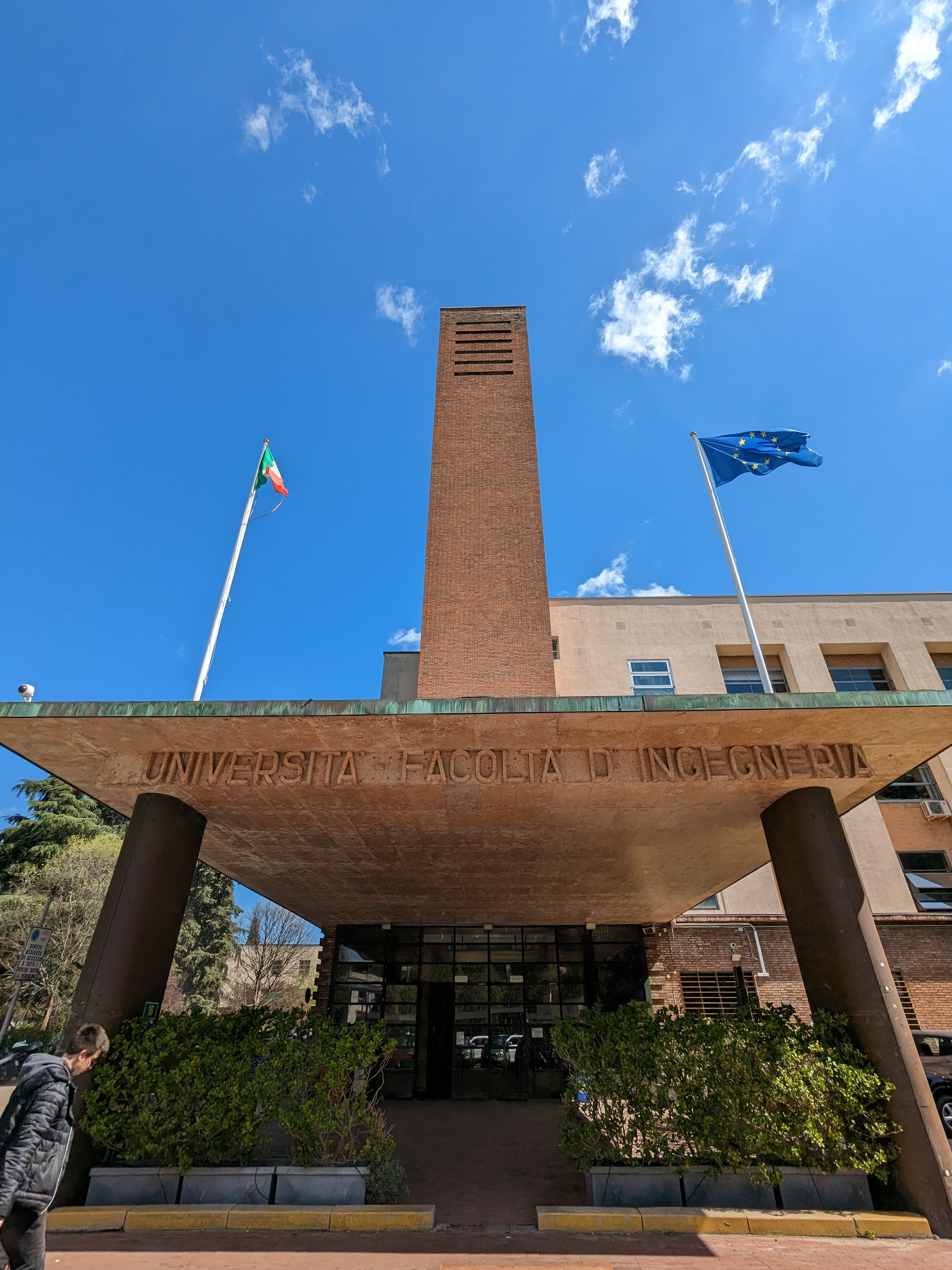
La pensilina d'ingresso

Nel 1931 venne trovato un ulteriore sito, che si rivelerà poi quello definitivo. Vennero scelti i terreni fuori Porta Saragozza che ospitavano la villa Cassarini, nonostante la scomoda presenza della stessa. La villa verrà abbattuta, ritenuta non abbastanza pregevole, mentre i giardini furono adibiti a parco pubblico. Così il progetto fu assegnato a Giuseppe Vaccaro, già coinvolto in precedenza, che si avvalse della collaborazione di Enrico De Angeli; il ruolo di quest'ultimo soprattutto per certe scelte formali, sebbene all'epoca passò in secondo piano, è stato recentemente rivalutato.
I lavori iniziarono nel dicembre del 1933; il 28 ottobre 1935, anniversario della marcia su Roma, venne inaugurata la nuova sede della Scuola degli Ingegneri, nel frattempo divenuta facoltà.

### Occupazione della GNR
Tra il 1943 e il 1944 fu occupata dall'esercito tedesco e dalla Guardia Nazionale Repubblicana; qui vennero arrestati e torturati numerosi partigiani.

### Sviluppi successivi
L'edificio fa parte del plesso dell'Università di Bologna detto Risorgimento, che comprende altri due edifici vicini. Uno fu realizzato contestualmente all'opera di Vaccaro, secondo canoni formali classici, per ospitare le attività di chimica industriale; l'ultimo fu innalzato negli anni '50. Con il trasferimento di gran parte di alcuni settori al moderno polo del Lazzaretto, la sede storica è rimasta disponibile per le attività di ingegneria industriale, informatica e elettronica.
Al 2016 il plesso di viale Risorgimento ospitava 6.849 studenti e 250 docenti, oltre a 110 tra personale tecnico e amministrativo. I dipartimenti afferenti a questa sede sono Informatica (DISI), Ingegneria Industriale (DIN) e Ingegneria dell'Energia elettrica e dell'Informazione (DEI).

## Descrizione
Nell'opera emerge in maniera considerevole il linguaggio già maturo di Vaccaro, libero dalle influenze locali, ancora legate a stilemi passati. Dal progetto emerge la notevole conoscenza delle recenti tecniche costruttive e dei modelli formali razionalistici. Questi ultimi, evidenti nei volumi stereometrici distinti dal colore chiaro, sono in parte stemperati dall'utilizzo del mattone a vista come riferimento alla tradizione edile locale.
Nella zona d'ingresso sono concentrati i caratteri più decisamente monumentali, coi tipici tratti verticali della "nuova architettura italiana". Spicca dunque la torre di 12 piani, chiaro rimando al patrimonio culturale locale delle torri, ma pensato come corpo funzionale, concepito per ospitare archivi e biblioteca. Il complesso prosegue estendendosi orizzontalmente, secondo uno schema "a pettine": nei bracci sono situati gli istituti, concepiti ognuno in maniera autonoma e comprendente gli studi dei docenti, le aule didattiche e i laboratori al piano terra; il corpo di collegamento, qualificato dalla facciata continua con finestre a nastro, ospita invece le aule comuni per il disegno.
L'elevata qualità architettonica, così come la cura sofisticata dei diversi impianti, degli arredi e dei singoli elementi costruttivi rendono la Facoltà d'Ingegneria uno degli edifici simbolo del razionalismo bolognese e italiano.